# Ајванхо (Северна Каролина)
Ајванхо (енгл. Ivanhoe) насељено је место без административног статуса у америчкој савезној држави Северна Каролина.

## Демографија
По попису из 2010. године број становника је 264, што је 47 (-15,1%) становника мање него 2000. године.
| Група             | 2000.       | 2010.       |
| Белци             | 60 (19,3%)  | 66 (25,0%)  |
| Афроамериканци    | 220 (70,7%) | 187 (70,8%) |
| Азијати           | 2 (0,6%)    | 0 (0,0%)    |
| Хиспаноамериканци | 27 (8,7%)   | 12 (4,5%)   |
| Укупно            | 311         | 264         |